# ثورة ثريسو
ثورة ثريسو (باليونانية: Επανάσταση του Θερίσου) هي انتفاضة سياسية اندلعت في شهر مارس عام 1905 ضد حكومة كريت (التي كانت دولة مستقلة تحت السيادة العثمانية آنذاك) بقيادة السياسي الكريتي إلفثيريوس فينيزيلوس، وسُميت تلك الثورة بهذا الاسم تيمنًا بقرية والدته، ثريسو، التي انبثقت منها الثورة.
نجمت تلك الثورة عن النزاع القائم بين فينيزيلوس وحاكم الجزيرة، الأمير جورج اليوناني، بشأن مصير الجزيرة، وتحديدًا مسألة ما إذا كان ينبغي على جزيرة كريت أن تتحد مع اليونان أم لا. يعود تاريخ هذا النزاع إلى عام 1901 عندما فصل الأمير جورج فينيزيلوس من الحكومة. وتزايدت العداوة بينهما نتيجة لموقف الأخير تجاه العلاقات الخارجية ورفضه الانخراط في الحوار مع مستشاريه بشأن أحوال الجزيرة الداخلية. وبعد صراع سياسي طويل، قرر فينيزيلوس وأتباعه الشروع في عصيان مسلح بهدف توحيد جزيرة كريت مع اليونان وإقامة حكومة ديمقراطية للجزيرة.
لم تنجح ثورة ثريسو في ترسيخ حكم فينيزيلوس فحسب، بل نجحت كذلك في جذب انتباه العالم اليوناني الأوسع نطاقًا إليه. إذ ذاع صيت فينيزلوس في اليونان ما أدى إلى استدعائه إلى هناك وتقلده منصب رئيس وزراء اليونان في عام 1909.

## السياق

### دولة كريت المُستقلة
في عام 1897 اندلعت ثورة متجددة في كريت التي كانت تحت الحكم العثماني منذ منتصف القرن السابع عشر. فقد كانت أغلبية سكان الجزيرة المسيحيين يرغبون في الانضمام إلى اليونان ولكن الدول العظمى آنذاك (فرنسا، والمملكة المتحدة، وروسيا، وألمانيا، وإيطاليا، والإمبراطورية النمساوية المجرية) رفضت مطالبهم، وعوضّا عن ذلك اقترحوا إقامة دولة كريت المستقلة تحت السيادة العثمانية بضمان وجود قوى عسكرية من جانب القوى العظمى. وبناءً عليه حصل الأمير جورج اليوناني -ابن الملك جورج الأول- على لقب المندوب السامي. وبدوره عين الأمير جورج إلفثيريوس فينيزيلوس رئيسًا للوزراء.
بعد فترة وجيزة نشبت الخلافات بين هذين الرجلين، وأولها كان بشأن بناء قصر من أجل الأمير جورج. إذ أعرب الأخير عن رغبته في بناء قصر بعد فترة قصيرة من وصوله إلى الجزيرة. ولكن فينيزيلوس احتج بأن القصر يرمز لدوام نظام الحكم الحالي الذي من المفترض أن يستمر لفترة مؤقتة ريثما تتحد الجزيرة مع اليونان. استاء الأمير من ذلك وتراجع عن مطلبه.
أما المصدر الرئيسي للخلاف بين الأمير وفينيزيلوس فتعلق برؤيتيهما عن مستقبل الجزيرة. على الرغم من أن فينيزيلوس كان الواضع الرئيسي لبنود دستور الجزيرة (ومن أبرزها البنود التي تضمن الحريات الفردية والمساواة بين المسلمين والمسيحيين)، إلا أنه كان يعتقد أن هذا الدستور محافظ للغاية وأنه يمنح الأمير سلطة زائدة. فقد كان المجلس الكريتي يتمتع بسلطات محدودة للغاية ويجتمع مرة واحدة فقط كل عامين. علاوة على ذلك، لم يتعدَّ دور الوزراء تقديم المشورة إلى الأمير الذي يمتلك الحق الحصري في الموافقة على القوانين.
أما بالنسبة للشؤون الخارجية فقد كُلف فينيزيلوس بالتعامل مع الدول العظمى نظرًا لغياب وزير العلاقات الخارجية. بينما تولى الأمير مسؤولية ضم الجزيرة لليونان، وناقش تلك القضية مع وزراء الخارجية في روسيا وفرنسا وإيطاليا وبريطانيا، ولكنه لم يتكبد عناء التشاور مع مستشاريه. وفي صيف عام 1900، عندما كان الأمير يجهز لزيارة المحاكم الأوروبية، صرح قائلًا: «سوف أطلب من القوى العظمى أن توافق على اتحاد الدولتين فور أن أصل إلى أوروبا، وأتمنى النجاح في ذلك بمساعدة علاقاتي العائلية».
ولكن فينيزليوس كان يرى أن قرار الاتحاد سابق لأوانه، لا سيما وأن المؤسسات الكريتية لا تزال غير مستقرة. ولذلك وصى بالمباشرة ببناء الجيش الكريتي وانسحاب الجيوش الأوروبية أولًا وقبل كل شيء. وبعدها يمكن لكريت أن تتحد مع اليونان في اللحظة التي تتلاشى فيها السيطرة الأجنبية. ولكن فينيزيلوس لم يحظَ بتأييد رأي العامة أو الصحف اليونانية الذين لا يطيقون انتظار نجاح الوحدة.

### فصل فينيزيلوس
في شهر فبراير عام 1901، رفضت الدول العظمى تغيير وضع الجزيرة بأي شكل من الأشكال. أظهر ذلك مدى صحة رأي فينيزيلوس على حد اعتراف الأمير جورج بنفسه، ورغم ذلك شنت الصحافة هجمة شرسة على الوزير.
قدم فينيزيلوس استقالته مرتين: مرة في 5 مارس 1901 بدعوى أسباب صحية، ومرة أخرى في 18 مارس بدعوى أنه لا يستطيع متابعة عمله في ظل خلاف دائم مع زملائه ومع المندوب السامي. رفض جورج طلب الاستقالة وفضّل أن يطرده من عمله لعصيان الأوامر. وفي 20 مارس عُلقت عدة ملصقات على جدران مدينة خانيا مُعلنة قرار الأمير بفصل فينيزيلوس.
بعد فصل فينيزيلوس من العمل شنت الصحف حملة مضادة له. إذ نُشرت سلسلة من المقالات )من المحتمل أنها كانت مكتوبة من قبل سكرتير الأمير) تشير إليه بلقب «المستشار الوقح»، وانتقدت سياساته بدعوى أنها مضادة للاتحاد، ومضادة للعائلة الملكية، ومؤيدة للدول العظمى. انسحب فينيزيلوس من السياسة بعد فصله، ولكنه رد بدوره على تلك الاتهامات عن طريق خمسة مقالات منشورة في صحيفة «كيريكس» في شهر ديسمبر عام 1901، ما دفع الأمير إلى وضع وزيره السابق في السجن.

## الثورة
ظهر فينيزيلوس في الساحة العامة من جديد في ربيع عام 1905 عندما اندلعت الانتفاضة ضد حكومة كريت التي كان هو نفسه قائدها، إذ استنكر فساد حاشية الأمير جورج،  وعجز الحاكم عن إقناع الدول العظمى بفكرة اتحاد كريت مع اليونان. إذ رفضت الدول العظمى (خاصةً روسيا والإمبراطورية النمساوية المجرية) فكرة الاتحاد بإصرار شديد خوفًا من أنها قد تزعزع التوازن السياسي المتقلب في أوروبا، وتحديدًا في منطقة البلقان. علاوة على ذلك، لم ترغب تلك الدول في استرضاء اليونان بجيشها وسلاحها البحري المشهورين بضعفهما على حساب إقصاء تركيا.
أيد فينيزيلوس الوحدة بين اليونان وكريت بحرارة شديدة أثناء ثورة كريت في عام 1897 التي أدت إلى استقلال الجزيرة. ورغم ذلك فقد وجه جهوده نحو استقلال الجزيرة بالكامل عندما تولى منصب رئاسة الوزراء، إذ كان يرى أن الوقت الحالي ليس مناسبًا للوحدة. ثم غير رأيه بشأن القضية الكريتية مجددًا في فترة انسحابه من السياسة. وبداية من عام 1897 دعا فينيزيلوس إلى الوحدة بأي ثمن كان. وعلى الرغم من تغيبه عن الحياة السياسية فقد أيد احتجاجات الحركة المؤيدة للوحدة منذ نشأتها.

### مجلس ثريسو
في فبراير 1905 نظم فينيزيلوس مجلسًا في ثريسو مكونًا من سبعة عشر قائدًا آخر ممن شكلوا نواة الحركة. في البداية انضم لهم 300 شخص كريتي مسلح، واختبأ جميعهم في وادي ثريسو ما جعل القبض عليهم أمرًا صعبًا للغاية رغم أنهم لم يشكلوا تهديدًا عسكريًا جسيمًا. وكان تأثير هذا العمل مهمًا للغاية، إذ توافد ما يقارب 7,000 شخص آخر متعاطف مع تلك القضية إلى ثريسو في غضون عشرين يومًا. وقع اختيار فينيزيلوس على قرية ثريسو نظرًا لموقعها الاستراتيجي في سفوح الجبال البيضاء المُحصنة على بعد 14 كم من خانيا، وسهولة الوصول إلى القرى الأخرى والأودية، وسهولة التنقل منها حول خانيا وباتجاه سفاكيا. ومدخل القرية مُحاط بأودية ضيقة من السهل على المتمردين أن يسيطروا عليها. وإلى جانب ذلك، تحجب تلك الأودية العديد من الأغوار والكهوف عن الرؤية ما أتاح للمتمردين أن يتخذوها مأوىً لهم. كانت تلك القرية بالفعل رمزًا للمقاومة قبل عام 1905. ففي عام 1821، أثناء حرب الاستقلال اليونانية، تمكنت طائفة مكونة من بضع مئات من اليونانيين أن يغلبوا جيشًا يتألف من 21,000 جندي عثماني.
اندلعت الثورة بصورة رسمية في وضح النهار في 23 مارس 1905 عندما اجتمع 1,500 شخص في قرية ثريسو التي أصبحت مركزًا للعصيان. تألفت نواة الثورة من فينيزيلوس وعدة نقاد بارزين للأمير، إلى جانب ألف رجل نصفهم يحملون الأسلحة. وقعت عدة اشتباكات بين المتمردين وقوات الجندرمة بداية من اللحظات الأولى من الثورة.
إلى جانب استياء المتمردين من حكم الأمير الاستبدادي، فقد كانوا يؤيدون اتحاد الكريت مع اليونان بحرارة. وفي اليوم الأول من العصيان أعلن فينيزيلوس أن الوحدة مستحيلة طالما ظل الأمير جورج محتفظًا بمنصب المندوب السامي في كريت. وافق الثوار على الإعلان السابق، وقرؤوه علنًا في 23 مارس في كنيسة سانت جورج قائلين: «يعلن شعب الكريت، المجتمع في ثريسو في كيدونيا في اليوم الموافق 24 مارس 1905، عن وحدته السياسية مع مملكة اليونان في ظل دولة حرة ودستورية».